# Großer Bornhorster See
Der Große Bornhorster See ist ein Baggersee im östlichen Stadtgebiet von Oldenburg (Oldenburg) unweit der Grenze zum Landkreis Wesermarsch. Er liegt jedoch bereits außerhalb der dichteren großstädtischen Bebauung. Der See befindet sich nahe den unmittelbar westlich und südlich von ihm gelegenen kleinen Ortschaften Groß Bornhorst und Klein Bornhorst. Zwei Kilometer südlich des Sees fließt die Hunte.
Eigentümer des Gewässers, das offiziell als Rückhaltebecken dient, ist die Moorriem-Ohmsteder Sielacht, die das Gelände an die Stadt Oldenburg verpachtet hat.
Die Wasserfläche des Großen Bornhorster Sees beträgt 48 Hektar und sein Umfang rund drei Kilometer. Er ist damit der größte See im Stadtgebiet von Oldenburg und nach dem Zwischenahner Meer der zweitgrößte See des Oldenburger Umlandes. Der See ist von unregelmäßiger Gestalt und misst in Nord-Süd-Richtung knapp 1000 Meter, Ost- und Westufer liegen bis zu 700 Meter auseinander. Im Südosten ragt eine kleine Halbinsel in den See hinein. Er liegt 0 Meter über NN, also auf Meeresspiegelniveau.
400 Meter nördlich des Großen Bornhorster Sees liegt der knapp halb so große Kleine Bornhorster See. Zwischen dem Großen Bornhorster See und Groß-Bornhorst verläuft die Bundesautobahn A 29 in rund 300 Metern Abstand zum Westufer. Dem Schnellstraßenring um Oldenburg verdankt das Gewässer seine Entstehung: Das Erdreich, das ihm entnommen wurde, wurde für die Aufschüttung der Rampe zur Huntehochbrücke und der Dämme der A 293 und der Nordtangente benötigt.
Der Große Bornhorster See liegt im tiefliegenden Landschaftsschutzgebiet „Oldenburg-Rasteder Geestrand“. Östlich von ihm befindet sich (alt)marschtypisches Dauergrünland besteht, das sich über fünf Kilometer nach Osten ausdehnt und als Bornhorster Huntewiesen zum großen Teil unter Naturschutz stehen. Im Westen, bereits 150 Meter vom Seeufer und dann weiter jenseits der Autobahn, steigt das Land als Geest (d. h. die Oldenburger Geest) an, sodass Groß und Klein Bornhorst bereits 12 bis 15 Meter ü. NN liegen.
Der Große Bornhorster See ist kein Badesee, bietet sich aber für diverse Freizeittätigkeiten an. Der Weg um ihn herum ist etwa vier Kilometer lang. Am Großen Bornhorster See befindet sich ein Bootsanleger des „Vereins der Segelfreunde Oldenburg-Bornhorst e.V.“ (VSOB) und einer des „Universitätssegelclubs Oldenburg e.V.“ (USCO).
Das Gewässer wird vom Sportfischer-Verein Oldenburg als Angelgewässer genutzt. 2010 wurden Aale, Barsch, Brassen, Hecht, Karpfen, Rotauge, Rotfeder, Wels und Zander aus dem See gemeldet.

## Bildergalerie

Lage des Sees im Stadtgebiet von Oldenburg
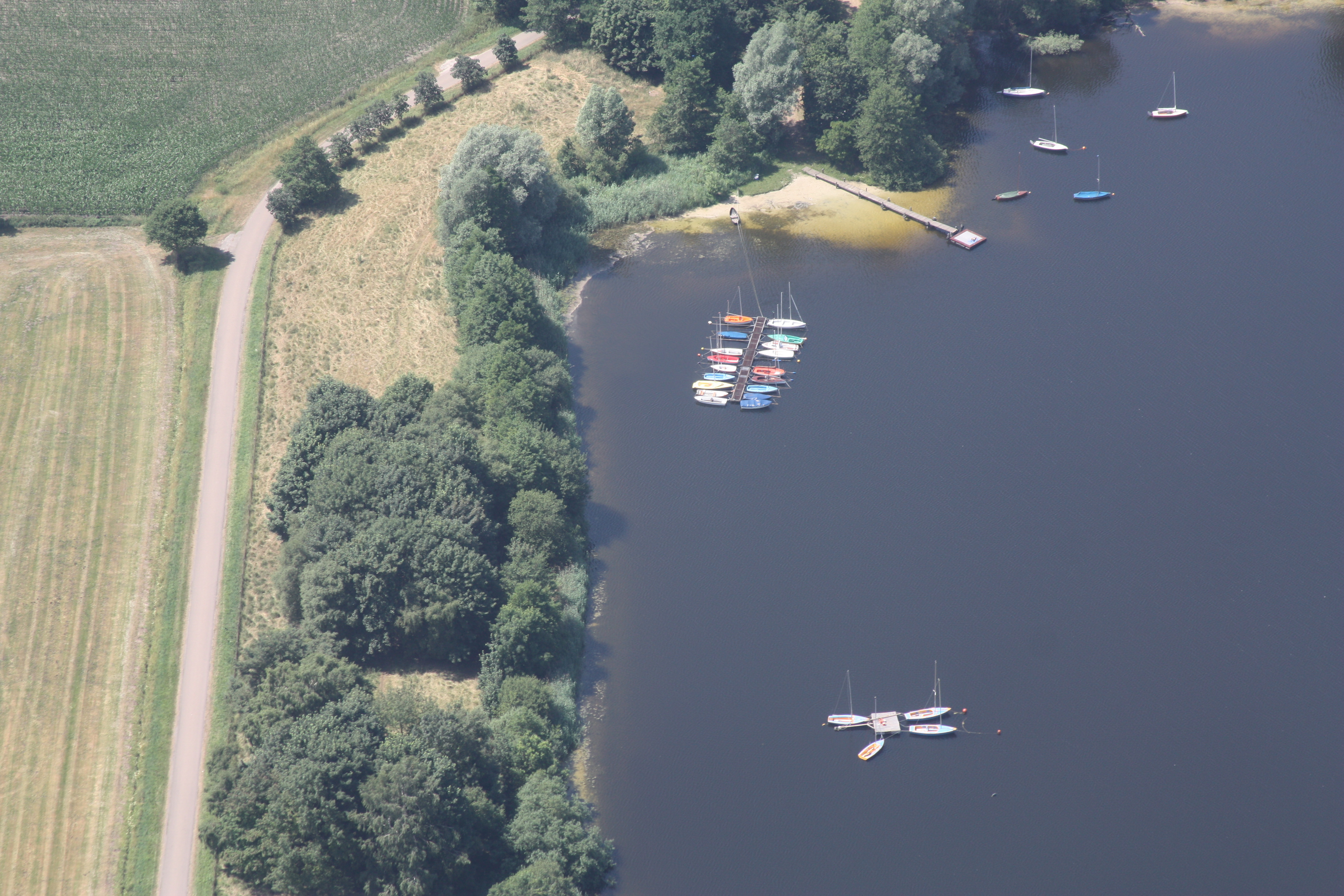
Luftaufnahme aus 500 m Höhe mit Booten, Juli 2010
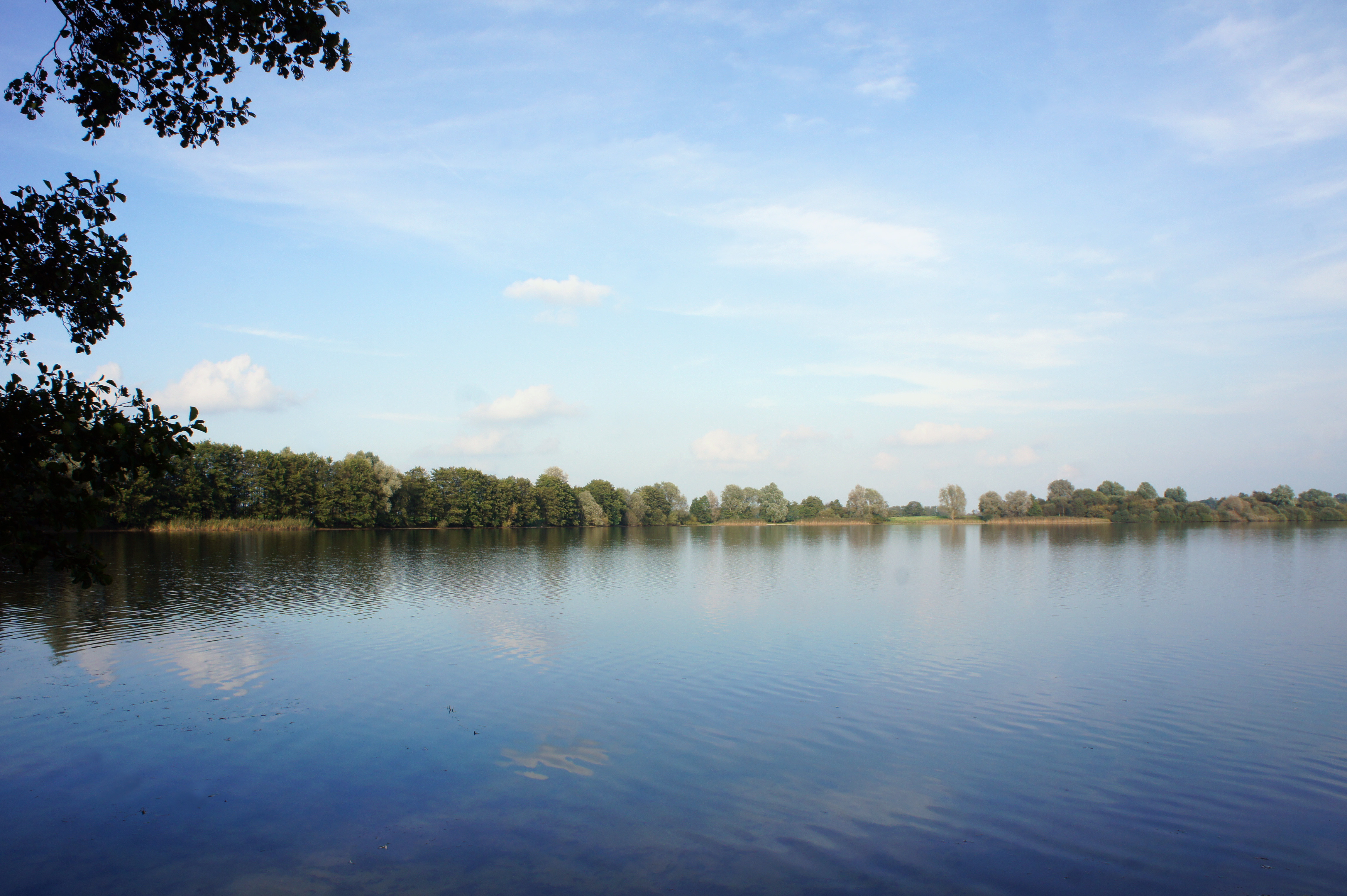
Blick nach Osten